# Титька и луна
«Титька и луна» (исп. La teta y la luna) — комедийная мелодрама испанского режиссёра Бигаса Луны. Премьера фильма состоялась в сентябре 1994 года в рамках Венецианского кинофестиваля.

## Сюжет
Фильм посвящён одержимости девятилетнего мальчика Тете женской грудью. Приревновав мать, кормившую грудью его младшего брата, он отправляется на поиски идеальной пары лактирующих грудей. Его внимание обращено на красивую французскую танцовщицу Эстреллиту. К несчастью для Тете, серьёзную конкуренцию ему составляют пожилой муж красавицы Морис и привлекательный подросток Мигель, увлекающийся фламенко. Чтобы осуществить свою мечту, Тете предстоит пройти немало испытаний.

## В ролях
| Актёр         | Роль       |
| ------------- | ---------- |
| Бьель Дуран   | Тете       |
| Матильда Май  | Эстрельита |
| Жерар Дармон  | Морис      |
| Мигель Поведа | Мигель     |
| Абель Фольк   | отец       |
| Лаура Манья   | мать       |

## Награды и номинации
- 1994 — 51-й Венецианский кинофестиваль[2][3]:
  - премия «Оселла» за лучший сценарий —  Кука Канальс и Бигас Луна
  - номинация на «Золотого льва» — Бигас Луна
- 1994 — Номинация на «Бронзовую лошадь» Международного кинофестиваля в Стокгольме — Кука Канальс и Бигас Луна[4][5]
- 1995 — Номинация на «Серебряную ленту» Итальянского национального профсоюза киножурналистов за лучшую музыку к фильму — Никола Пьовани[6][7]
- 1995 — Приз «Young European Jury Award» Международного фестиваля фильмов о любви в Монсе — Бигас Луна[8][9]

## Саундтрек
Саундтрек к этому фильму, а также к двум другим фильмам Бигаса Луны («Ветчина, ветчина» и «Золотые яйца») выпущен во Франции в 1994 году под лейблом «Milan».

### Список композиций
| Номер | Название трека        | Длительность |
| ----- | --------------------- | ------------ |
|       | «Титька и луна»       |              |
| 1     | La Teta Y La Luna     | 3:45         |
| 2     | Antichi Romani        | 3:02         |
| 3     | Roquefort Je T'Aime   | 2:59         |
| 4     | La Victoria De Tete   | 1:30         |
| 5     | La Muerte De Stallone | 2:29         |
| 6     | Carillon De Tete      | 3:02         |
|       | «Золотые яйца»        |              |
| 7     | Huevos De Oro         | 1:37         |
| 8     | Dos De Todo           | 3:04         |
|       | «Ветчина, ветчина»    |              |
| 9     | Jamón Jamón           | 4:00         |
| 10    | L'Anello Di Latta     | 1:58         |
| 11    | Le Stelle Nel Torile  | 2:28         |
| 12    | Guitarra De Jamón     | 1:27         |
| 13    | I Cani Nella Paella   | 1:45         |
| 14    | Le Notti Dell'Amore   | 4:40         |
| 15    | Jamón Jamón (Finale)  | 2:02         |